# Delitzsch
Delitzsch é um município da Alemanha, situado no distrito da Saxônia do Norte, no estado da Saxônia. Tem 83,57 km² de área, e sua população em 2019 foi estimada em 24.823 habitantes.